# Robaldini (vicomtes d'Auriate)
Les Robaldini, où seigneurs de Sarmatorio di Montfalcone, originaires de Neustrie et vivants sous la loi salique, constituent un lignage franc. Ils s'installent vers l'an mille dans l'actuelle commune de Salmour (Piémont). Principaux vassaux des comtes d'Auriate et marquis de Turin, ils sont titrés vicomtes d'Auriate. Ils rayonnent sur les vallées de la Stura et du Tanaro,,.

## Origine

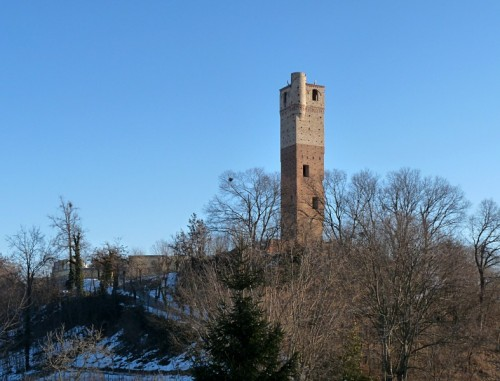
Torre di Montfalcone (vestige du château de Montfaucon), Cervere.

La ville de Sarmatorio (Salmour) tient probablement son nom des Sarmates.
En 901, Louis III l'Aveugle fait don de Sarmatorio à l'évêque d'Asti qui investit la même année Alieno I, fils de Robaldo de ce fief.
Citée dans la Chronique Novalaise, cette famille noble était autrefois appelée Alineide ou Robaldina par les historiens, mais en réalité, à partir de la seconde moitié du XIe siècle, elle se définit avec le nom de famille de Sarmatorio di Montfalcone, du nom du château le plus important qu'elle possède dans la région,.
Alineo, miles, fils de Robaldo, banneret de Duc du Maine Charles II le Chauve, émigre de Neustrie en Italie en 888 avec les frères Ardouin et Roger d'Auriate et devient leur vassal,, . 
Avec Guillaume Ier de Montferrat et 300 cavaliers, ils accompagnent le duc Guy III de Spolète qui, après la mort de l'empereur Charles III le Gros en 887 et une tentative sans succès de se faire élire roi de Francie (face à Eudes de Paris),  entre en lice avec Bérenger de Frioul pour le titre de roi d'Italie,.
Alineo s'est vu confier de nombreuses terres dans le Haut-Piémont et le titre de vicomte d'Auriate en récompense de sa fidélité,.
À la fin de l’année 972, Ardouin le Glabre participe avec son vassal Robaldo, vicomte d'Auriate, les comtes Guillaume et Roubaud de Provence, ainsi qu'avec d'autres seigneurs de Provence comme les seigneurs de Fos, futurs propriétaires du territoire d’Hyères, à l’expulsion des sarrasins du Fraxinetum,.
À partir du XIIIe siècle, à la suite des conquêtes angevines dans le Haut-Piémont, les Sarmatorio di Montfalcone sont contraints de vendre une partie de leurs biens. Ils forment la souche de plusieurs familles nobles piémontaises qui  constituèrent alors un vaste consortium,,.

## Généalogie
- Robaldo Ier, vivant en 850[3], miles, chevalier et banneret de Duc du Maine Charles II le Chauve. Combattit contre les Normands aux Damps.
  - Alineo Ier, vivant en 900[3], miles, émigre en Italie avec Guy III de Spolète et les frères Ardouin et Roger d'Auriate[7]. Vicomte d'Auriate[2], seigneur de Sarmatorio et de Montfalcone. Vassal du comte d'Auriate.
    - Robaldo II, vivant 984[3], vicomte d'Auriate[2], seigneur de Sarmatorio et de Montfalcone, miles, vainqueur des Sarrasins à la citadelle de Frassineto (Bataille de Tourtour). Vassal du comte d'Auriate.
      - Anselmo, vivant en 984[3], vicomte d'Auriate[2], seigneur de Montfalcone et de Monzano. Vassal du comte d'Auriate.
        - Odonne, mort avant 1028[3], épouse Otta de Montferrat, fille d'Otton Ier de Montferrat.

      - Alineo II, vivant en 1028[3], vicomte d'Auriate[2], seigneur de Sarmatorio, Caraglio, Cervere, Savigliano, Vignolo, et de très nombreuses terres de la vallée de la Stura. Vassal du comte d'Auriate.
        - Robaldo III, vivant en 1064[3], vicomte d'Auriate, possédait avec ses frères Abellono et Aicardo les seigneuries de  Sarmatorio,  Montfalcone,  Savigliano, Marene, Cervere, Caraglio, et de très nombreuses terres de la vallée de la Stura. Ensemble, ils fondent le monastère San Pietro di Savilgliano. Il épouse Sibilla de Montferrat[21],[22],[23].
          - Alberto, vivant en 1103[3], seigneur de Sarmatorio, Montfalcone, Savigliano, Cervere, Morozzo, etc. Ses droits sont confirmés par la comtesse Adelaïde en 1078[24]. Epouse Elgarda, fille de Guy de Toscane[25],[26].
            - Oberto, vivant en 1098[3]. Il se partage les châteaux et juridictions de Sarmatorio, Cervere et Caraglio avec son frêre.
              - Anselmo, vivant en 1128[3], seigneur de Cervere et de Caraglio. Fonde l'église Santa Maria della Pieve à Savillan. Auteur des familles :
                - Marquis Bolleri di Centallo[2].
                - Comtes Brizio di Castellazzo[2].
                - Marquis Taparelli di Lagnasco[2].

              - Giacomono, vivant en 1167[3], seigneur de Caraglio, fit plusieurs donnations au monastère de Staffarda.
                - Guglielm, vivant en 1224[3], seigneur de Caraglio et de Rossana.

            - Robaldo IV, vivant en 1147[3], seigneur de Sarmarotio et de Montfalcone. Epouse Alisia de Vintimille[27].
              - Sismondo, vivant en 1198[3], seigneur de Cervere.
              - Sinfredo, vivant en 1199[3],[28],[29], seigneur de Sarmatorio. Epouse Guilia di Ceva, fille d'Anselme del Vasto[30].
                - Ruffino, mort en 1248[3],[31], seigneur de Sarmarotio, Savigliano, Solere, Genola, Savigliano. Combat avec ses frères, les marquis de Saluces et les marquis de Montferrat contre la commune d'Asti. Fit plusieurs donations au monastère de Staffarda. S'installe à Fossano sous la pression des podestat de Savigliano et vend ses biens. Auteur de la famille :
                  - Comtes Salmatoris di Roussillon[2].
                  - Sismondo, vivant en 1245[3],[32],[27], seigneur de Savigliano, Solere, Marene et Genola. Auteur des familles[33] :
                    - Comtes Ruffini di Savigliano[2].
                    - Comtes Solere di Genola [2],[34].

                - Operto, vivant en 1204[3], seigneur de Sarmatorio, Villamairana, Cervere. Auteur des familles :
                  - Marquis Operti di Fossano [2].
                  - Comtes Tesauro di Monasterolo[2].

## Terres
Les Sarmatorio possédaient de très nombreuses terres dans les vallées de la Stura et du Tanaro notamment : Sarmatorio, Valloriate, Fossano, Caraglio, Cervere, Savigliano, Centallo, Fossano, Solere, Genola, Monsaterolo, Vignolo, Streppe, Marene, Fontane, Montecapreolo, San Gregorio, Monfalcone, Villamairana, Ricrosio, Romanisio, Quaranta, Surzana, Vignolo, Roccavione et Verzuolo, Bernezzo, Gervasca, S. Dalmazzo, Romanisio, Quaranta, Sursana, Vignolio, Roccasparvera.

## Alliances
Cette famille est alliée aux Montferrat, Toscane, Vintimille, del Vasto.

## Galerie

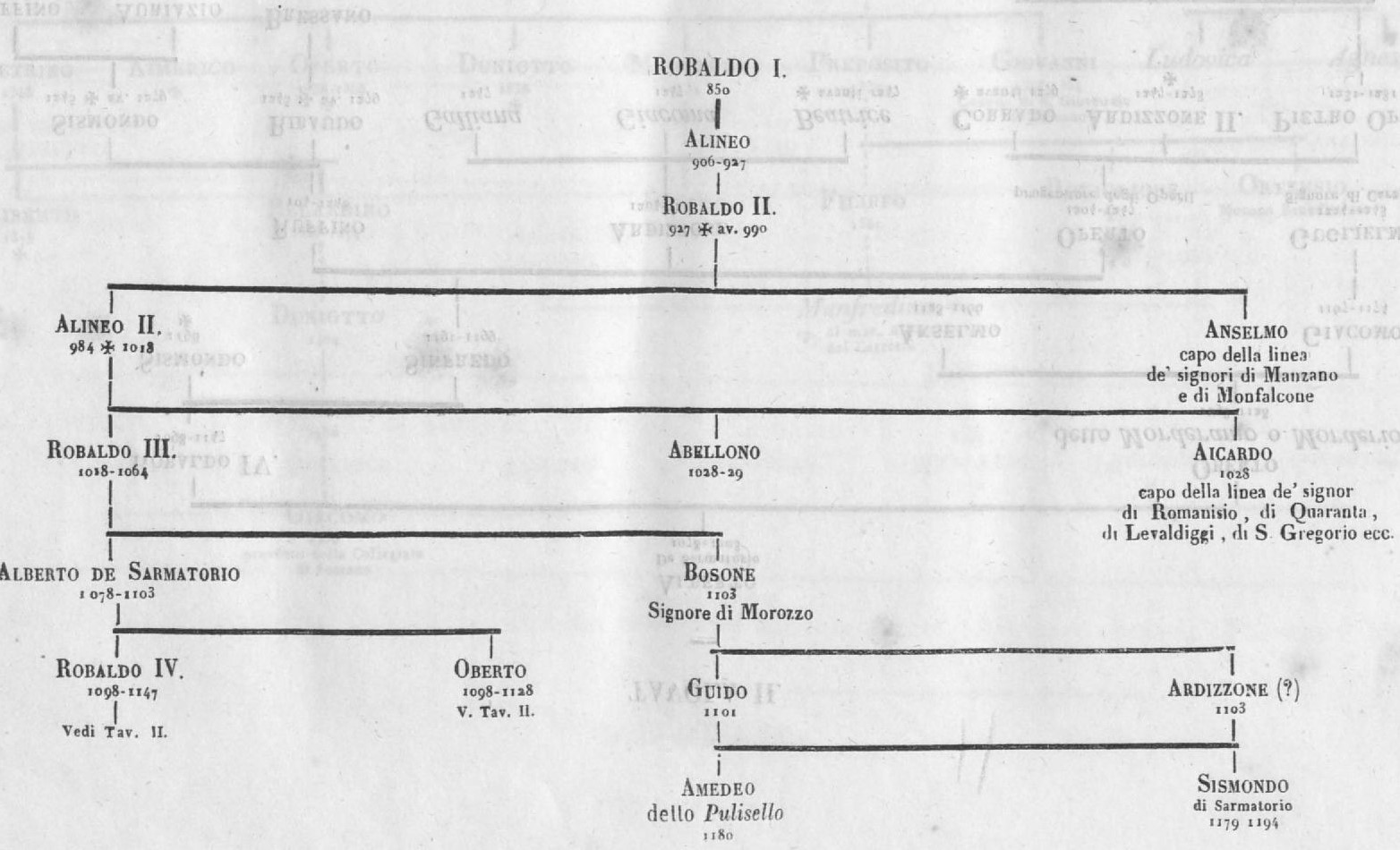
Les Seigneurs de Sarmatorio, Manzanno et Montfalcone par Adriani.
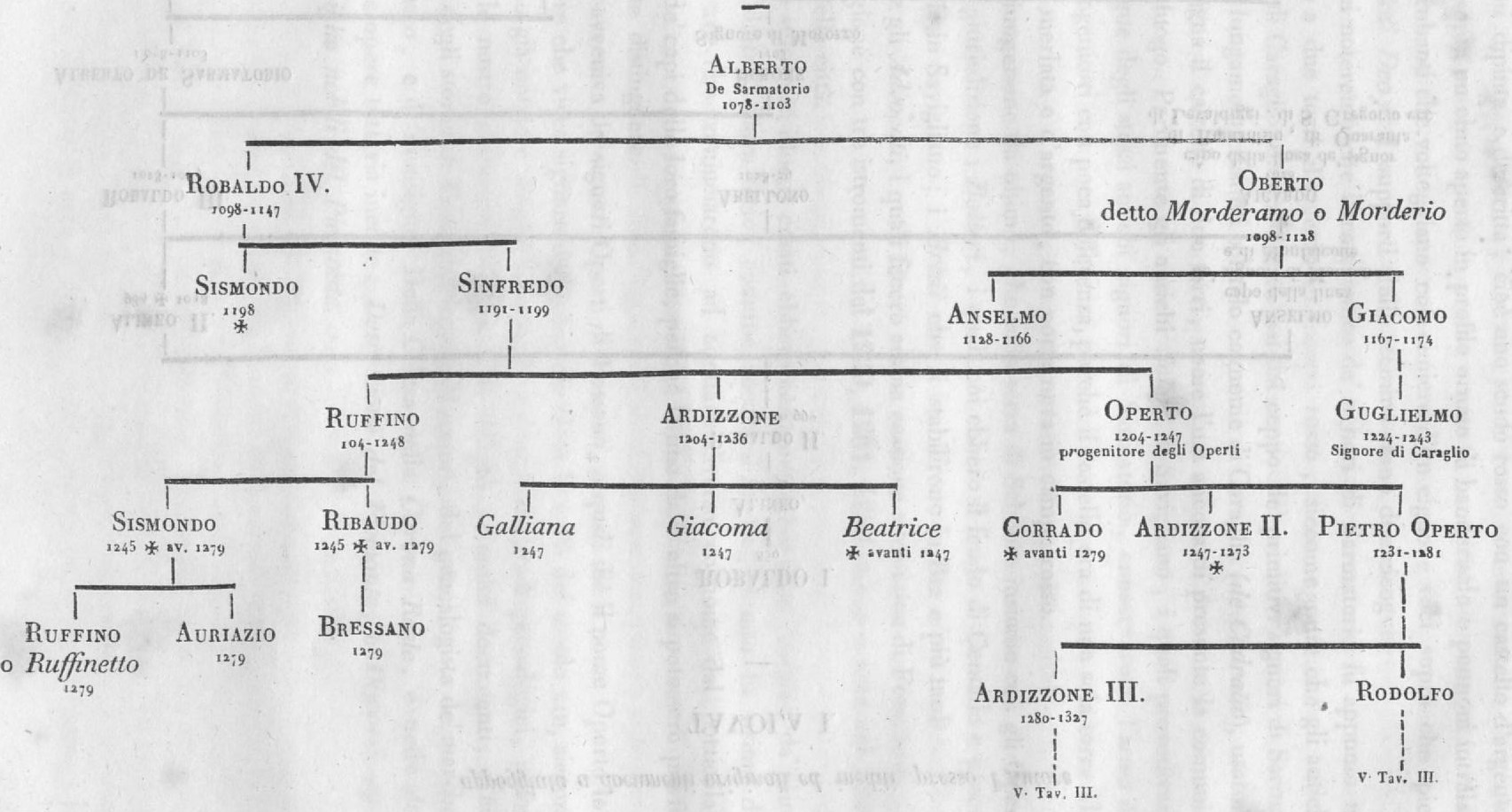
Les Seigneurs de Sarmatorio, Manzanno et Montfalcone par Adriani.

## Armorial duconsortiumdes Sarmatorio
|  | Sarmatorio, vicomtes d'Auriate De gueules au château d'argent ouvert de sable |
|  | Comtes Brizio di Castellazzo Écartelé d'argent et de gueules - Devise : Alterutra Fortuna |
|  | Comtes Tesauro di Monasterolo Écartelé : aux I et IV, d'or à l'aigle bicéphale couronnée de sable ; aux II et III, de gueules au château d'argent ; sur le tout, d'argent à la pointe d'azur - Devise : Bello et paci |
|  | Marquis Bolleri di Centalo De gueules au chef d'argent, à la bordure componée de huit pièces, d'azur semé de fleurs de lis d'or au lambel de gueules qui est de la maison d'Anjou-Sicile et d'argent à la croix potencée d'or, cantonnée de quatre croisettes du même qui est du royaume de Jérusalem - Devise : Satiabor cum apparuerit (Satisfait lorsqu'il apparaîtra). - Cris : Fidélité de Bouliers! - Francesquin de Bouliers fut autorisé par la reine Jeanne à augmenter ses armoiries d'une bordure componée de huit pièces d'Anjou-Sicile et de Jérusalem, pour le récompenser de plusieurs blessures qu'il avait reçues à son service, en défendant sa cause contre la maison de Savoie, au sujet de ses droits sur le Piémont. |
|  | Marquis Taparelli di Lagnasco Fascé, contre-fascé d'argent et de gueules - Devise : D'accord, d'accord |
|  | Marquis Operti di Fossano De gueules, à la tour adextrée d'un avant-mur d'argent ajourés de sable, la tour ouverte du même - Devise : Soli Deo (Dieu seul) |
|  | Comtes Solere di Genola De gueules, à la tour senestrée d'un avant-mur d'argent ajourés de sable, la tour ouverte du même - Devise : Pax, Pax |
|  | Comtes Ruffini di Savigliano De gueules à la bande d'argent chargée de deux étoiles alternées avec deux croisettes, le tout de sable, accompagné en chef d'un lion léopardé d'or passant sur la bande - Devise : Pour l'endure |
|  | Comtes Salmatoris di Rossillon Écartelé : aux I et IV, de gueules au lion d'argent ; aux II et III, de sable à la croix d'argent - Devise : Chacun son tour |